# Oligoclada waikinimae
Oligoclada waikinimae is een libellensoort uit de familie van de korenbouten (Libellulidae), onderorde echte libellen (Anisoptera).
De wetenschappelijke naam Oligoclada waikinimae is voor het eerst geldig gepubliceerd in 1992 door De Marmels.